# Tori Sparks
Tori Sparks   (Chicago, 5 de desembre de 1983) és una cantautora estatunidenca resident a Barcelona provinent de la ciutat de Nashville.

## Discografia

### Àlbums i EP
| Any  | Àlbum                                    | Discogràfica                    |
| ---- | ---------------------------------------- | ------------------------------- |
| 2003 | Tidewaters EP                            | Autoeditat                      |
| 2005 | Rivers+Roads                             | Platinum Plus Universal Records |
| 2007 | Little Stories EP (Digital Release Only) | Glass Mountain Records          |
| 2007 | Under This Yellow Sun                    | Glass Mountain Records          |
| 2009 | The Scorpion in the Story                | Glass Mountain Records          |
| 2011 | Until Morning/Come Out of the Dark       | Glass Mountain Records          |
| 2014 | El Mar                                   | Glass Mountain Records          |
| 2017 | La Huerta                                | Glass Mountain Records          |
| 2019 | Wait No More (Live)                      | Glass Mountain Records          |